# Championnat de France de baseball Élite 2008
Navigation
2007 2009
Le championnat de France de baseball Élite 2008 regroupe les meilleures équipes françaises de baseball. Tenant du titre, Rouen Baseball 76 connait un nouveau sacre.

## Déroulement
La saison régulière se déroule sur 14 journées du 30 mars au 17 août 2008. Une poule demi-finale désigne les deux finalistes. La finale sur cinq matches maximum est programmée du 4 au 12 octobre.

## Clubs

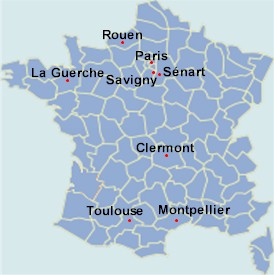
Localisation des clubs engagés dans le championnat.

- Hawks de La Guerche (Ille-et-Vilaine)
- Arvernes de Clermont-Ferrand (Puy-de-Dôme)
- Barracudas de Montpellier (Hérault)
- Paris UC (Paris)
- Huskies de Rouen (Seine-Maritime)
- Lions de Savigny (Essonne)
- Templiers de Sénart (Seine-et-Marne)
- Tigers de Toulouse (Haute-Garonne)

## Saison régulière

### Matchs de poule
| - 1re journée, 30 mars 2008 - Toulouse 3, Rouen 4 - Toulouse 8, Rouen 5 - La Guerche 0, Sénart 13 - La Guerche 3, Sénart 2 - Paris UC 3, Savigny 5 - Paris UC 4, Savigny 5 - Clermont 8, Montpellier 2 - Clermont 11, Montpellier 2 - 2e journée, 6 avril 2008 - Rouen 17, La Guerche 1 - Rouen 10, La Guerche 1 - Paris UC 1, Sénart 11 - Paris UC 3, Sénart 13 - Savigny 2, Clermont 1 - Savigny 10, Clermont 8 - Toulouse 2, Montpellier 12 - Toulouse 0, Montpellier 7 - 3e journée, 13 avril 2008 - Savigny 7, Rouen 6 - Savigny 6, Rouen 12 - Montpellier 4, Sénart 5 - Montpellier 1, Sénart 4 - Paris UC 7, La Guerche 6 - Paris UC 2, La Guerche 12 - Toulouse 1, Clermont 0 - Toulouse 16, Clermont 11 - 4e journée, 20 avril 2008 - Rouen 2, Montpellier 6 - Rouen 6, Montpellier 3 - Savigny 3, Sénart 6 - Savigny 2, Sénart 5 - Toulouse 6, Paris UC 4 - Toulouse 10, Paris UC 2 - La Guerche 0, Clermont 12 - La Guerche 10, Clermont 1 - 5e journée, 27 avril 2008 - Paris UC 0, Rouen 11 - Paris UC 7, Rouen 9 - Clermont 3, Sénart 5 - Clermont 3, Sénart 6 - Savigny 13, Toulouse 12 - Savigny 7, Toulouse 12 - La Guerche 7, Montpellier 8 - La Guerche 2, Montpellier 9 |  | - 6e journée, 11 mai 2008 - Rouen 8, Clermont 2 - Rouen 4, Clermont 5 - Toulouse 2, Sénart 14 - Toulouse 4, Sénart 6 - Savigny 9, La Guerche 15 - Savigny 6, La Guerche 5 - Montpellier 11, Paris UC 1 - Montpellier 11, Paris UC 1 - 7e journée, 13 mai 2008 - Montpellier 3, Savigny 4 - Montpellier 3, Savigny 8 - Rouen, Sénart reporté - Rouen, Sénart reporté - Clermont 15, Paris UC 7 - Clermont 7, Paris UC 1 - La Guerche 9, Toulouse 3 - La Guerche 14, Toulouse 4 - 8e journée, 25 mai 2008 - Rouen, Toulouse reporté - Rouen, Toulouse reporté - Sénart 1, La Guerche 0 - Sénart 15, La Guerche 5 - Savigny 6, Paris UC 4 - Savigny 21, Paris UC 1 - Montpellier, Clermont reporté - Montpellier, Clermont reporté - 9e journée, 1er juin 2008 - La Guerche 1, Rouen 2 - La Guerche 0, Rouen 4 - Sénart 12, Paris UC 2 - Sénart 4, Paris UC 0 - Clermont 2, Savigny 4 - Clermont 2, Savigny 5 - Montpellier, Toulouse reporté - Montpellier, Toulouse reporté - 10e journée, 8 juin 2008 - Rouen 12, Savigny 4 - Rouen 14, Savigny 11 - Sénart 5, Montpellier 4 - Sénart 6, Montpellier 3 - La Guerche 3, Paris UC 1 - La Guerche 2, Paris UC 4 - Toulouse 5, Clermont 7 - Toulouse 18, Clermont 9 |  | - 11e journée, 15 juin 2008 - Savigny, Montpellier - Savigny, Montpellier - Toulouse 4, La Guerche 2 - Toulouse 23, La Guerche 9 - Paris UC, Clermont - Paris UC, Clermont - Sénart, Rouen (3 août) - Sénart, Rouen (3 août) - 12e journée, 22 juin 2008 - Paris UC, Toulouse - Paris UC, Toulouse - Clermont 1, La Guerche 2 - Clermont 1, La Guerche 11 - Sénart, Savigny - Sénart, Savigny - Montpellier, Rouen (10 août) - Montpellier, Rouen (10 août) - 13e journée, 10 juillet 2008 - Clermont, Rouen - Clermont, Rouen - Sénart, Toulouse - Sénart, Toulouse - La Guerche 5, Savigny 4 - La Guerche 5, Savigny 11 - Paris UC, Montpellier - Toulouse, Montpellier - matches en retard, 3 et 10 août 2008 - 14e journée, 17 août 2008 - Rouen, Paris UC - Rouen, Paris UC - Sénart, Clermont - Sénart, Clermont - Montpellier 20, La Guerche 0 - Montpellier 16, La Guerche 6 - Toulouse, Savigny - Toulouse, Savigny |

### Classement
| Rang |                              | MJ | Vic. | Déf. | Pct.  |
| 1er  | Templiers de Sénart          | 28 | 23   | 5    | 0,821 |
| 2e   | Huskies de Rouen             | 28 | 22   | 6    | 0,786 |
| 3e   | Lions de Savigny             | 28 | 19   | 9    | 0,679 |
| 4e   | Barracudas de Montpellier    | 28 | 15   | 13   | 0,536 |
| 5e   | Hawks de La Guerche          | 28 | 10   | 18   | 0,357 |
| 5e   | Tigers de Toulouse           | 28 | 10   | 18   | 0,357 |
| 7e   | Arvernes de Clermont-Ferrand | 28 | 9    | 19   | 0,321 |
| 8e   | Paris UC                     | 28 | 4    | 24   | 0,143 |

### Poule demi-finale
Les résultats enregistrés en saison régulière s'ajoutent à ceux de la phase de poule demi-finale.
| Rang |                           | Vic. | Déf. | Pct.  |
| 1er  | Huskies de Rouen          | 33   | 7    | 0,825 |
| 2e   | Templiers de Sénart       | 31   | 9    | 0,775 |
| 3e   | Lions de Savigny          | 25   | 15   | 0,625 |
| 4e   | Barracudas de Montpellier | 16   | 24   | 0,400 |

### Finale
- 11 octobre. Sénart - Rouen : 5-2
- 12 octobre. Rouen - Sénart : 7-4
- 18 octobre. Rouen - Sénart : 3-5
- 18 octobre. Rouen - Sénart : 12-2
- 19 octobre. Rouen - Sénart : 9-2

Rouen remporte la série par trois victoires à deux.